# Château de Turquestein
Le château de Turquestein est un château fort en ruines situé dans la forêt dite de la Comtesse, sur le territoire de la commune de Turquestein-Blancrupt, en Moselle.

## Historique
On suppose la naissance du château sur l'actuelle commune de Turquestein-Blancrupt vers 965. Il était destiné à la surveillance de la route du Donon. Grâce à sa position particulière (élévation, escarpement, hauteur des murailles), l'approche était difficile et la forteresse était considérée comme imprenable. L'évêque de Toul en avait délégué la charge à la baronnie de Blâmont (Ulrich II en 1002) mais les rivalités étaient incessantes avec l'évêque de Metz qui récupéra le château et ses terres en 1286. Dès le début du XVIIe siècle, des bandes armées pillaient et incendiaient la région. Le château ne fut pas épargné et fut détruit sur ordre du cardinal de Richelieu, en 1634. 
En 1797, Joseph Ludwig Colmar, Louise Humann et Madame Breck scellent un pacte de prières dans les ruines du château. La Congrégation de Notre-Dame de Sion est issue de ce pacte.
Un autel commémoratif est érigé au milieu des ruines du château en 1954. Une croix trouvée sur le site y est incorporée. Une plaque célébrant le bicentenaire de la congrégation de Notre-Dame-de-Sion y est apposée en 1997.

## Architecture
De nos jours, on peut distinguer la courtine qui barrait l'accès à la haute-cour, d'une hauteur de douze mètres environ, en pierres à bossages, elle laisse apparaître une architecture de l'extrême fin du XIIe siècle. 
À l'intérieur de l'enceinte, une belle cave partiellement effondrée, malheureusement, possède une fenêtre (murée actuellement) qui protégeait une poterne placée juste au pied des rochers. 
Un peu plus loin, un bel arc de décharge, seule vestige d'une autre poterne (traces d'ancrage dans le rocher) défie le temps et ses caprices. 
Ce château, d'après les relevés effectués sur place, présentait un ensemble de fortifications relativement élaboré avec une première enceinte dont une tour carrée faisait saillie et protégeait l'approche de la première porterie, puis une seconde enceinte (celle du château) dont on peut encore admirer de nos jours, le système de la porterie avec la crapaudine gauche ainsi qu'un début d'arcade de la porte cochère.
Tout le reste n'est plus que ruines totalement arasées. 
Ce site, qui n'est absolument pas mis en valeur, vient de voir une partie de la courtine nord s'ébouler ainsi que la belle cave voûtée qui était encore intacte, il y a quelques années...

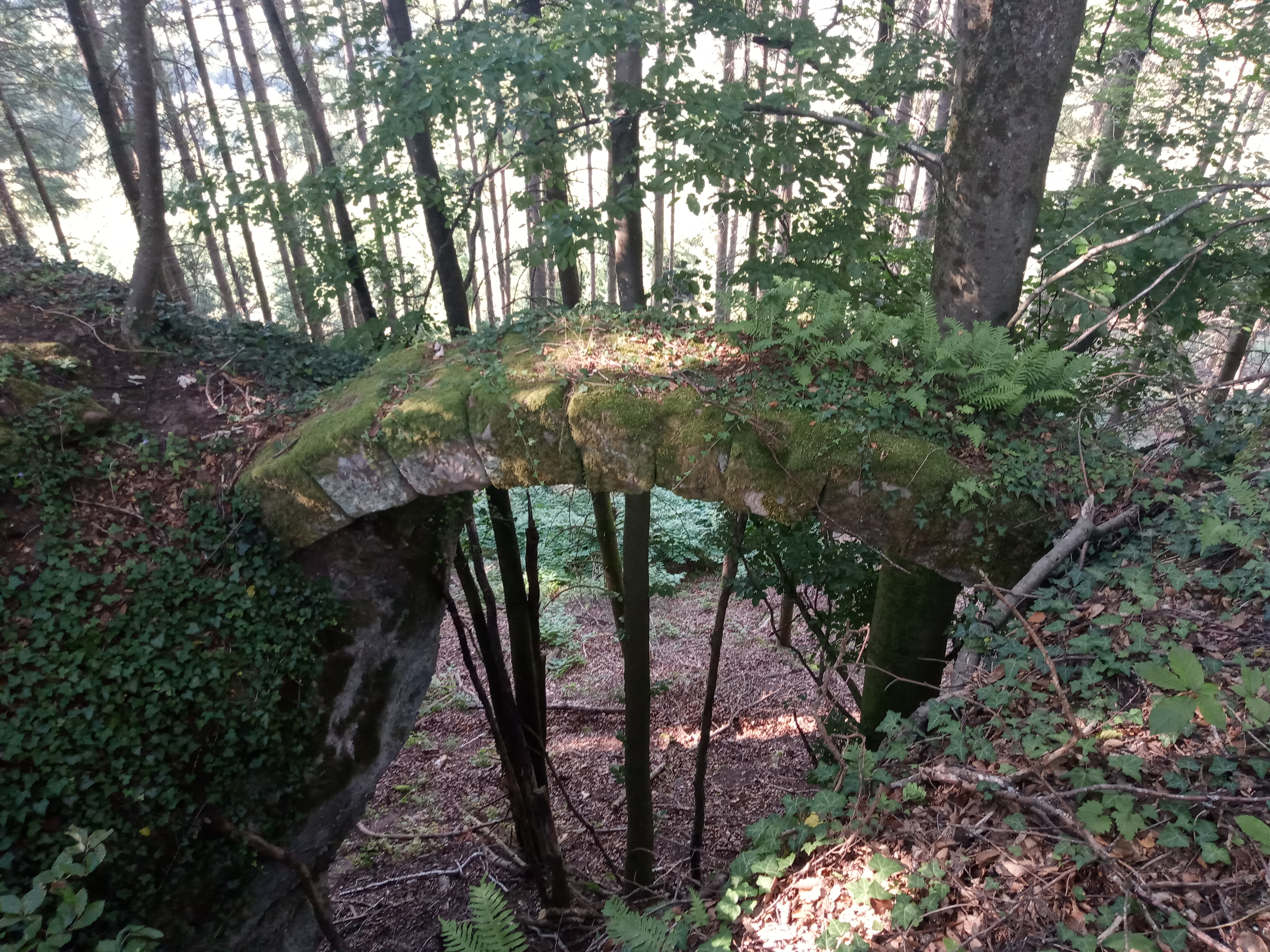
Arc de décharge.
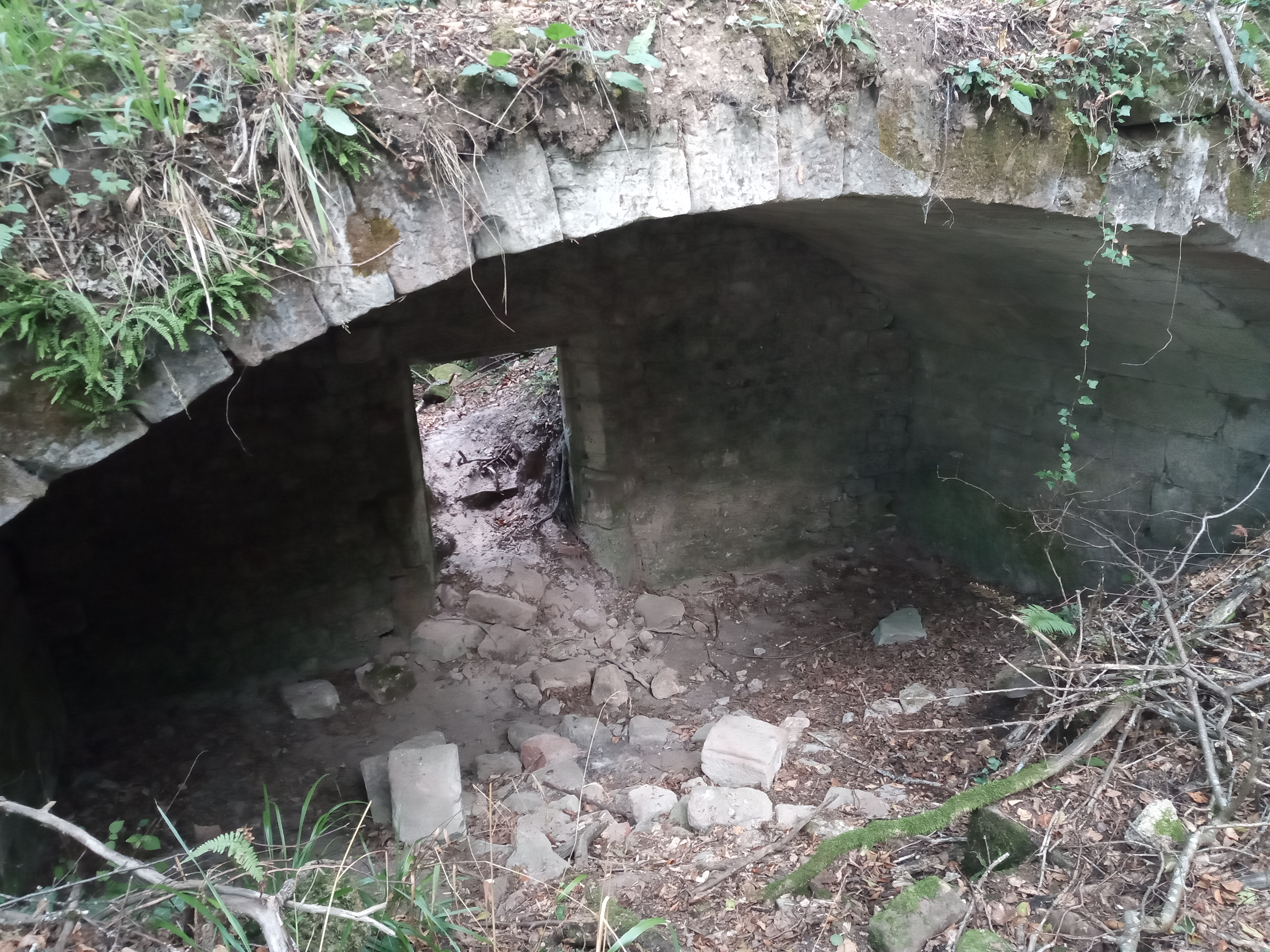
Cave voûtée.
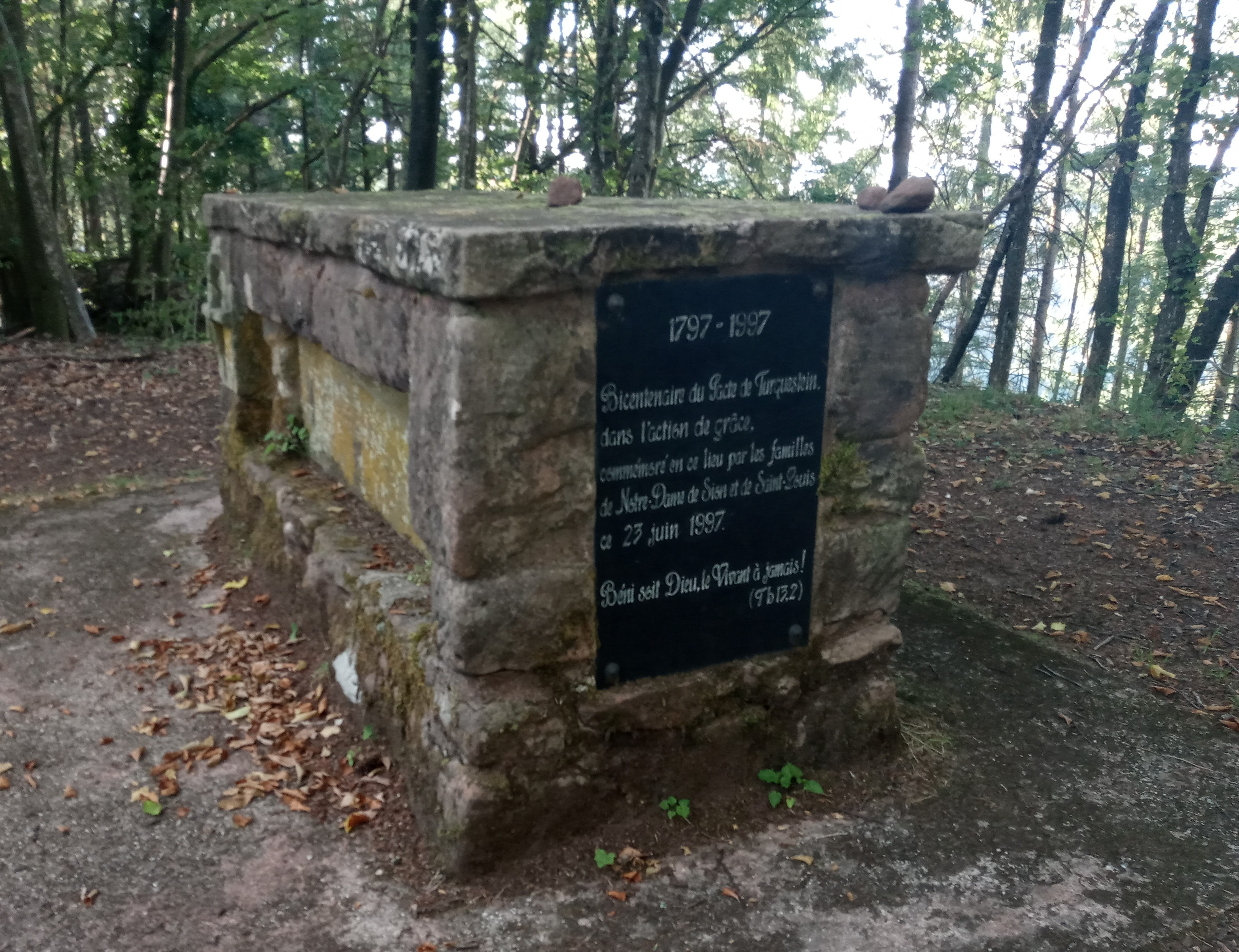
Autel dans les ruines du château.